# Mike Ness
Mike Ness (* 3. dubna 1962, USA) je zpěvák, kytarista a skladatel písní pro kapelu Social Distortion.

## Životopis
Mike Ness byl vychováván v Fullerton v Kalifornii. V mládí poslouchal blues, country a raný rock n' roll, což se později promítlo v jeho tvorbě když vlivy těchto stylů zahrnul mezi typické prvky punk rocku.
V roce 1978, ve svých šestnácti letech, založil kapelu Social Distortion, se kterou koncertuje dodnes. V roce 1982 se objevil v nezávislém filmu Another State of Mind, který mapoval jejich první turné spolu s kapelou Youth Brigade.
Vydání druhého alba, Prison Bound, zpozdila Nessova rehabilitace ze závislosti na heroinu a alkoholu. Nicméně od roku 1985 je střízlivý. Je vegan.
Mezi lety 1986 a 1988 krátce působil v kapele Easter. V roce 1992 se oženil a nyní má dva syny.
V roce 1999 vydal dvě sólová alba a vystupoval na festivalu Woodstock. V témže roce se objevil ve filmu Frezno Smooth.
Smrt kytaristy a dlouhodobého Nessova přítele, Dennise Danella, v roce 2000 ovlivnila album Sex, Love and Rock 'n' Roll. Mnoho z písní na tomto album jsou věnovány Danellovi, například "Don't Take Me For Granted", "Reach For The Sky" a nebo "Angel's Wings".
Vlastní obsáhlou sbírku vozů "Hot Rod".
Zatím poslední album, které Ness vydal bylo Hard Times and Nursery Rhymes se Social Distortion.

## Diskografie

### Sólová tvorba
- 1999: Cheating at Solitaire
- 1999: Under the Influences

### Se Social Distortion
- 1983: Mommy's Little Monster
- 1990: Story of My Life...And Other Stories (EP)
- 1990: Prison Bound
- 1992: Social Distortion
- 1995: Mainliner: Wreckage from the Past (Kompilace)
- 1996: Somewhere Between Heaven And Hell
- 1996: White Light, White Heat, White Trash
- 1998: Live at the Roxy (Live)
- 2004: Sex, Love and Rock 'n' Roll
- 2004: Live in Orange County (Live DVD)
- 2007: Greatest Hits (Kompilace)
- 2008: Recordings Between Now And Then (Kompilace)
- 2011: Hard Times and Nursery Rhymes